# Биримдик (футбольный клуб)
«Биримдик» — советский и киргизский футбольный клуб из Сокулука.

## Названия
- 1990—1991 — «Достук».
- 1992—1995 — СКА-«Достук».
- 1997—1998 — «Динамо».
- 2003, 2005 — «Орто-Нур».
- 2004 — СКХ «Рассвет».
- 2008—2009 — «Достук».
- 2009 — «Эрпан».
- 2010—2011 — «Сай».
- с 2016 — «Биримдик».

## История
Основан не позднее 1989 года. В 1990 году дебютировал в соревнованиях мастеров во второй низшей лиге СССР, где провёл 2 сезона. Команда в этот период де-факто была фарм-клубом бишкекской «Алги» — в её составе выступали молодые футболисты и резервисты, не проходившие в основной состав «Алги».
После распада СССР клуб был включён в Высшую лигу Кыргызстана. В начале 1990-х годов, выступая под названием СКА-«Достук», добился наивысших успехов — в 1992 году стал серебряным призёром чемпионата, а в 1993 году занял 4-е место.
Форвард «Достука» Игорь Сергеев в 1992 году стал лучшим бомбардиром чемпионата с 26 голами. Однако по окончании сезона 1993 года клуб был расформирован.
В составе команды играли многие действующие и будущие футболисты сборной Кыргызстана и другие известные в Республике игроки — Раис Батраев, Бакыт Бекбердинов, Игорь Берген, Руслан Заитов, Александр Корзанов, Сергей Лисичкин, Алексей Рыбаков, Владимир Сало, Канат Сейталиев, Игорь Сергеев, Фархат Хаитбаев.
В 1997 году клуб под названием «Динамо» стал победителем Северной зоны Первой лиги, одержав 21 победу в 26 матчах. В 1998 году выступал в Северной зоне Высшей лиги, но неудачно, набрав 4 очка в 14 матчах и заняв предпоследнее, 7-е место. Затем несколько лет не принимал участие в соревнованиях высокого уровня.
В 2003 году при очередном расширении Высшей лиги под названием «Орто-Нур» был включён в турнир Северной зоны, в котором занял 8-е место и не прошёл в финальный этап. Это участие в Высшей лиге стало для клуба на данный момент последним.
В 2004 году клуб под названием СКХ «Рассвет» участвовал в Северной зоне Первой лиги. Затем нерегулярно играл в Первой и более низших лигах под названиями «Достук», «Сокулук», «Эрпан», «Сай» и «Биримдик».
Ряд источников относит команды из совхоза имени Фрунзе («Луч», «Фрунзе» и другие) к истории сокулукского футбола. Также по некоторым данным в 2009 году Сокулук был представлен в Высшей лиге клубом «Ата-Спор».

## Достижения
- В зональном турнире третьей лиги СССР — 14-е место (1991).
- В Высшей лиге Кыргызстана — 2-е место (1992).